# Осика (село)
Осика (яп. 大鹿村 О:сика-мура) — село в Японии, находящееся в уезде Симоина префектуры Нагано. Площадь села составляет 248,35 км², население — 1060 человек (1 августа 2014), плотность населения — 4,27 чел./км².

## Географическое положение
Село расположено на острове Хонсю в префектуре Нагано региона Тюбу. С ним граничат города Ина, Комагане, Иида, Сидзуока, посёлок Мацукава и сёла Накагава, Тоёока.

## Население
Население села составляет 1060 человек (1 августа 2014), а плотность — 4,27 чел./км². Изменение численности населения с 1980 по 2005 годы:
| 1980 | 2322 чел. |  |
| 1985 | 1984 чел. |  |
| 1990 | 1802 чел. |  |
| 1995 | 1641 чел. |  |
| 2000 | 1522 чел. |  |
| 2005 | 1356 чел. |  |